# サンスクリット語映画
サンスクリット語映画（サンスクリットごえいが、Sanskrit cinema）とは、インドの映画のうちサンスクリット語で製作された映画を指す。インド映画の歴史上8本しか製作されておらず、他の言語映画のような独自の映画産業は存在しない。

## 歴史
1983年にG・V・アイヤーが監督した『Adi Shankaracharya』が最初のサンスクリット語映画である。同作は第31回ナショナル・フィルム・アワードで最優秀長編映画賞、最優秀脚本賞、最優秀撮影賞、最優秀音響監督賞を受賞している。アイヤーは1992年に2本目のサンスクリット語映画『Bhagavad Gita』を監督し、ナショナル・フィルム・アワード最優秀長編映画賞を受賞した。2015年、22年振りにサンスクリット語映画が製作され、『Priyamanasam』はケーララ州で初めて製作されたサンスクリット語映画となり、ナショナル・フィルム・アワード最優秀サンスクリット語長編映画賞を受賞し、ゴア州で開催された第46回インド国際映画祭で上映された。2016年には社会問題を題材にした『Ishti』が製作され、第47回インド国際映画祭パノラマ部門で上映された。2017年公開の『Suryakantha』はケーララ州で製作された3番目のサンスクリット語映画であり、初めて現代の生活を題材にした作品となった。同作はケーララ州映画批評家協会賞の審査員特別賞を受賞している。『Anurakthi』は最初の3Dサンスクリット語映画であり、同時に歌唱シーンが描かれた最初のサンスクリット語映画でもある。同作は第48回インド国際映画祭で上映されている。2018年には初のサンスクリット語アニメ映画『Punyakoti』が製作された。

## サンスクリット語映画一覧
| 公開年 | 作品名             | 監督                    | 備考                                                                                                 |
| ------ | ------------------ | ----------------------- | --- |
| 1983   | Adi Shankaracharya | G・V・アイヤー          | 初の長編サンスクリット語映画。最優秀長編映画賞を含む4つのナショナル・フィルム・アワードを受賞した。  |
| 1993   | Bhagavad Gita      | G・V・アイヤー          | ナショナル・フィルム・アワード最優秀長編映画賞受賞。                                                 |
| 2015   | Priyamanasam       | ヴィノード・マンカラ    | ナショナル・フィルム・アワード最優秀サンスクリット語長編映画賞受賞。第46回インド国際映画祭上映作品。 |
| 2016   | Ishti              | G・プラバ               | 第47回インド国際映画祭パノラマ部門オープニング作品。                                                 |
| 2017   | Suryakantha        | M・スレンドラン         | 現代生活を題材にした最初のサンスクリット語映画。ケーララ州映画批評家協会賞審査員特別賞受賞。         |
| 2017   | Anurakthi          | P・K・アショーカン      | 初の3Dサンスクリット語映画。第48回インド国際映画祭上映作品。                                         |
| 2018   | Punyakoti          | ラヴィ・シャンカール・V | 初のサンスクリット語アニメ映画。                                                                     |
| 2019   | Agochararnavaha    | アショーク・ニトゥール  | 『カルナ・パルヴァ』を題材にしたサンスクリット語映画。                                               |